# Irixoa
Irixoa és un municipi de la província de la Corunya a Galícia. Pertany a la Comarca de Betanzos.
| 3.561 | 3.819 | 3.548 | 2.138 | 1.619 |
| Fonts: INE i IGE (Els criteris de registre censal variaren i les dades de l'INE i de l'IGE poden no coincidir.) |       |       |       |       |

## Parròquies
- Ambroa (San Tirso)
- Churío (San Martiño)
- Coruxou (San Salvador)
- Irixoa (San Lourenzo)
- Mántaras (Santa María)
- Verís (Santa María)
- A Viña (Santaia)